# Iliašovce
Iliašovce (bis 1927 slowakisch auch Iľašovce; deutsch Sperndorf oder Selgersdorf, ungarisch Illésfalva – bis 1907 Illésfalu, lateinisch Villa Sperarum) ist eine Gemeinde im Osten der Slowakei mit 1011 Einwohnern (Stand 31. Dezember 2024) und gehört zum Okres Spišská Nová Ves, einem Teil des Košický kraj, sowie zur traditionellen Landschaft Zips.

## Geographie
Die Gemeinde befindet sich im Nordteil des Talkessels Hornádska kotlina am Bach Iliašovský potok. Das Ortszentrum liegt auf einer Höhe von 522 m n.m. und ist sieben Kilometer von Spišská Nová Ves sowie acht Kilometer von Levoča entfernt.
Iliašovce ist die nördlichste Gemeinde von Košický kraj.

## Geschichte

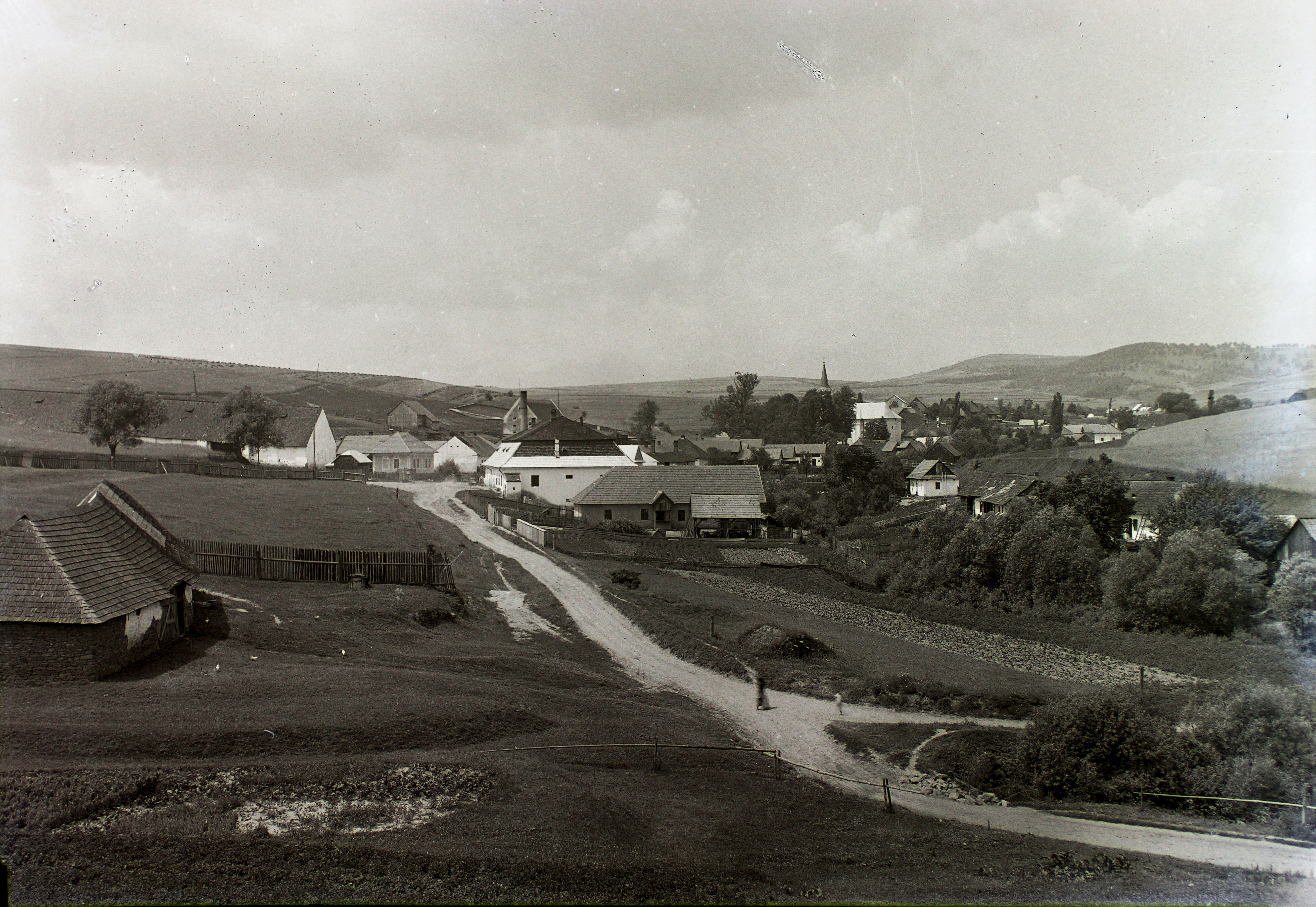
Blick auf Iliašovce, 1932

Der Ort wurde zum ersten Mal 1263 als „Villa Ursi“ (Ort des Bären) schriftlich erwähnt. Diese Tatsache spiegelt sich im Gemeindewappen, das einen schwarzen Bären zeigt, wider. Schon 1282 erwähnen die Urkunden „Helyasasa“, das zum einen auf den Namen des Komitatsgrafs (comes) Elias verweist, zum anderen auf deutsche Kolonisierung („Zipser Sachsen“) der Zips nach dem Mongolensturm 1241/1242. Im Mittelalter war Iliašovce eine Freie Stadt als Teil der Provinz der 24 Zipser Städte. Nach der Pachtung der 13 Zipser Städte im Jahr 1412 von Polen blieb der Ort beim Königreich Ungarn als Teil der 11 Zipser Städte, kam aber schließlich 1465 zum Herrschaftsgut der Zipser Burg.
Vom Anfang des 16. bis zum Anfang des 18. Jahrhunderts verfiel der Ort wegen ständiger Aufstände in der Gegend; 1605 fiel das ganze Dorf einem Brand zum Opfer. Religiöse Auseinandersetzungen zwischen der katholischen und evangelischen Kirche trugen zum Verfall bei.
Die letzten Landesherren vor der Abschaffung der Leibeigenschaft im Jahr 1848 war das Geschlecht Csáky. Bis zum Ende des 19. Jahrhunderts hat sich die Bevölkerung weitgehend slowakisiert, nach Angaben von 1880 waren von 586 Einwohnern 3 Deutsche, 21 Magyaren und alle andere Slowaken.
Bis 1918 gehörte der im Komitat Zips liegende Ort zum Königreich Ungarn und kam danach zur Tschechoslowakei, heute Slowakei.
Im November 2012 stürzte ein Teil der im Bau befindlichen Autobahnbrücke der Diaľnica D1 bei Iliašovce ein, was vier Menschen das Leben kostete.

## Bevölkerung
| Jahr                | 1994 | 2004    | 2014    | 2024    |
| ------------------- | ---- | ------- | ------- | ------- |
| Anzahl der Personen | 930  | 972     | 969     | 1011    |
| Unterschied         |      | +4,51 % | −0,30 % | +4,33 % |

| Jahr                | 2023 | 2024    |
| ------------------- | ---- | ------- |
| Anzahl der Personen | 1012 | 1011    |
| Unterschied         |      | −0,09 % |

Ergebnisse der Volkszählung 2001 (962 Einwohner):
| Nach Ethnie: - 90,85 % Slowaken - 8,44 % Roma | Nach Konfession: - 66,94 % römisch-katholisch - 30,25 % evangelisch - 4,61 % konfessionslos |

## Sehenswürdigkeiten

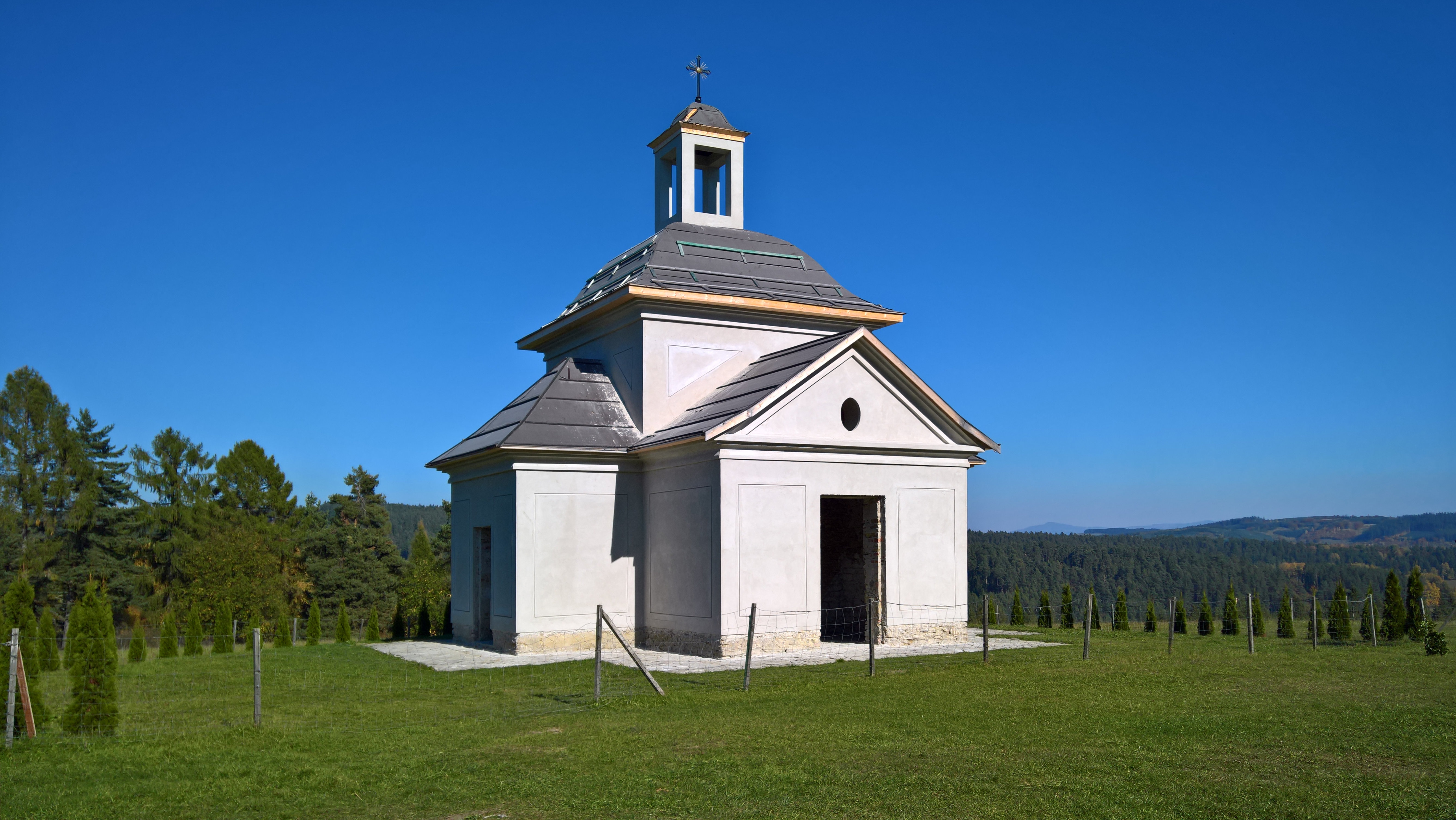
Kapelle bei der Ruine des Lustschlosses Sans Souci

- römisch-katholische Kirche aus dem Jahr 1770.
- evangelische Kirche aus dem Jahr 1927.
- Ruine eines Lustschlosses namens Sans Souci, 1770 erbaut, 1803 abgerissen